# Jaden Pinas
Jaden Pinas is een Nederlands voetballer die als verdediger voor Almere City FC speelt.

## Carrière
Jaden Pinas speelde in de jeugd van SV Rap en Almere City FC. Sinds 2021 maakt hij deel uit van het onder-21-elftal van Almere. In 2022 tekende hij zijn eerste contract tot juni 2025. Hij debuteerde met een basisplek in het eerste elftal op 3 februari 2023 in de met 1-2 verloren thuiswedstrijd tegen tegen Jong PSV.

### Statistieken
| Seizoen                       | Club           | Land           | Competitie     | Competitie | Competitie | Beker | Beker | Totaal | Totaal |
| Seizoen                       | Club           | Land           | Competitie     | Wed.       | Dlp.       | Wed.  | Dlp.  | Wed.   | Dlp.   |
| ----------------------------- | -------------- | -------------- | -------------- | ---------- | ---------- | ----- | ----- | ------ | ------ |
| 2022/23                       | Almere City FC | Nederland      | Eerste divisie | 1          | 0          | 0     | 0     | 1      | 0      |
| Carrièretotaal                | Carrièretotaal | Carrièretotaal | Carrièretotaal | 1          | 0          | 0     | 0     | 1      | 0      |
| Bijgewerkt op 5 februari 2023 |                |                |                |            |            |       |       |        |        |